# Krleš (hudební skupina)
Krleš je česká heavymetalová hudební skupina, založená v roce 1990. Doposud[kdy?] vydala šest vydaných alb.

## Historie
Kapela Krleš vznikla v roce 1990 na troskách několika „předvojenských uskupení“. Ze současných členů byli u zrodu kytarista Radek Sady Sádovský a baskytarista Jiří Mráza Zíma. Od roku 1992 vystřídala dva předchozí zpěváky Simona Křtěnová a vtiskla tak kapele charakteristický punc ženského vokálu.
V době, kdy se ostatní báli jen vyslovit slova heavy metal, aby nepropadli u kritiků a jiných odborníků, stáli si Krleš tvrdošíjně na svém a v roce 1996 natočili debutní album Stín předtím se šesti skladbami. Název i první skladba čerpali z románu Stephena Kinga „TO“ a kromě poslední hitovky Kráv´n´roll to byla souprava melodického speed metalu. Album vyšlo pouze na kazetách na vlastní náklady kapely a šlo poměrně slušně na odbyt. Po angažování rusko-lotyšsko-českého kytaristy Jiřího Karpjuka vyrazili Krlešáci v červnu 1999 do studia, kde natočili desetiskladbový výtvor Dejte plamenům co hoří. Prolíná se tu rychlé tempo předchozí nahrávky s pomalejšími skladbami a hardrockovým tahem na bránu podpořené výrazným vokálem a okořeněný kytarovými výkony „lotyšského blesku“. Album vyšlo na CD i MC u SIA Production. Pod stejnou značkou a ve stejné sestavě natočili Krleš v roce 2001 další album TO. Je o něco tvrdší než „Plameny“, ale opět nechybí melodika a instrumentální preciznost.
Na přelomu listopadu a prosince zosnovali Krleš pokus o sblížení českých Heavy Metalových kapel společně s Cruel Barbarian a Salamandrou odehráli osmikoncertní turné po Čechách.
Na jaře 2002 po neshodách s kapelou odchází nečekaně a proti všem dohodám Simona Křtěnová a na post zpěvačky nastoupila Zuzana Martincová. Svůj křest ohněm si odbyla 10. května v Bratislavě po pěti dnech členství v kapele a jedné zkoušce, takže se nemusel vůbec přerušovat harmonogram koncertů.
I přes velké koncertní vytížení (během let hráli Krleš i jako předkapela mnoha známých zahraničních metalových skupin jako Gamma Ray, Dragonforce aj.) se kapela po třech letech opět dostala do studia a natočila své třetí CD Slzy Arkóny textově tematicky zaměřené na osud Polabských Slovanů. Jak je u Krleš zvykem, „Slzy“ jsou opět o něco tvrdší než předchozí deska a to hlavně po zvukové stránce.
Koncertní zápřah (80 – 100 koncertů ročně) nevydržel Jiří Karpjuk a kapelu po osmi letech na jaře 2006 opouští a na jeho místo nastupuje Libor Daniš. Mezitím už měla kapela roztočené nové CD Time To Rise. V létě opouští Krleš z minuty na minutu uprostřed koncertu i Zuzana. Nastalou situaci řeší kapela radikálně – angažuje bubeníka z kapely Scelet (Roman Lenin Zapadlo) a bubeník Jirka Smělík nastupuje za mikrofon. "Naštěstí tahle dočasná sestava (pro mnohé možná strašná, ale my se vážně bavili) odehrála jen tři koncerty, když se na jednom z nich přihlásila Lucka Roubíčková coby budoucí zpěvačka. První společné vystoupení bylo o týden později na rockfestu v Dačicích," říká kapelník Radek Sady Sádovský. CD Time To Rise bylo tou dobou už připravené k výrobě, ale kapela nebyla spokojená s tím, jak ho bývalá zpěvačka nazpívala. Bylo rozhodnuto celé CD Luckou přezpívat. Práce na albu se tak díky rošádám v kapele protáhly na celý rok a vyšlo až v prosinci 2006. Je to výběr z posledních tří CD v angličtině a texty se drží původních českých originálů. V březnu 2008 končí v kapele Libor Daniš a na jeho místo nastupuje Zdeněk Sali Šalanda. V tomhle složení začíná kapela natáčet své čtvrté řadové album Perunovo Requiem, které vyšlo v srpnu 2008. Na přelomu roku 2008 a 2009 vystřídal Saliho navrátilec Libor Daniš. V této sestavě vydrželi Krleš celý rok 2009. Už v průběhu roku Lucka avizovala ukončení v kapele a tak na konci roku došlo k střídání stráží na postu zpěvačky – Lucku vystřídala Saša Potměšilová. Ačkoliv Krleš v roce 2011 výrazně omezili svojí koncertní činnost, avizuje Libor opět ukončení z důvodu únavy a v srpnu přichází do kapely kytarista Honza Štok (SteelFaith, ex Synové výčepu, Bestila).

## Členové

### Současná sestava
- Alexandra Potměšilová – zpěv
- Radek Sádovský – kytara
- Jan Štok – sólová kytara
- Jiří Zíma – baskytara
- Jiří Smělík – bicí

### Bývalí členové
- Jiří Karpjuk
- Radomír "Prezident" Dudek
- Simona Khailová (Křtěnová)
- Lucie Roubíčková
- Zuzana Martincová
- Libor Daniš
- Zdeněk "Sali" Šalanda

## Diskografie
| 1996 | Stín předtím (demo)    |
| 2008 | Perunovo requiem       |
| 2006 | Time To Rise (Best of) |
| 2004 | Slzy Arkóny            |
| 2001 | To                     |
| 1999 | Dejte plamenům co hoří |